# Kirowi
Kirowi (ros. Kirow) – wieś w Osetii Południowej, w regionie Dżawa. W 2015 roku liczyła 119 mieszkańców. Władze nieuznawanej Osetii Południowej wyodrębniają z jej obszaru oddzielną wieś Lesor (ros. Лесор).

## Urodzeni
- Fieliks Zassiejew